# Тійт Матсулевич
Тійт Матсулевич (27 вересня 1958, Таллінн, Естонська РСР, СРСР) — естонський політик, дипломат. Надзвичайний та Повноважний посол Естонії в Україні 1996—1999.

## Біографія
З 1991 — перший посол Естонії в Німеччині (після відновлення незалежності).
З листопада 1996 по 1999 — Надзвичайний і Повноважний посол Естонії в Україні. Активно лобіював інтереси на українському ринку естонського виробника (зокрема позиції Раквереського м'ясокомбінату). Щільно працював з Естонським земляцтвом в Україні, його головою — Віктором Кирвелом. Брав участь в телепередачі «Комп'ютер Х» на УТ-2.
З 1999 призначений послом Естонії в Російській Федерації, де замінив Марта Хельме. Зажив слави екстравагантного дипломата. Підтримує національні рухи фіно-угорських народів Росії, зокрема ерзян.
1 березня 2001 року відкрив у Красноярську фотовиставку «Естонці в Сибіру на рубежі третього тисячоліття», присвячену найбільшій естонській діаспорі в РФ (центр — с. Верхній Суєтук).
11 липня 2001 року відкликаний з поста посла Естонії в РФ у зв'язку з фінансовим скандалом.
Член парламенту Естонії від партії «Рес Публіка». Член Комітету з оборони Рійґікоґу. Сповідує праві політичні погляди, підтримує визвольний рух та уряд Чеченської Республіки Ічкерія, член парламентської групи «За права людини в Ічкерії».